# Рикове (Украйна)
Рикове (на украински: Рикове) е селище от градски тип в Южна Украйна, Генически район на Херсонска област. Основано е през 1874 година. Населението му е около 3911 души.